# カウンタック (漫画)
『カウンタック』は、梅澤春人による日本の漫画作品。『週刊ヤングジャンプ』（集英社）にて、2004年41号より2012年41号まで連載された。2012年9月時点でコミックス累計発行部数は400万部を突破している。由来は主人公の空山舜が手に入れたランボルギーニ・カウンタックからきている。

## 概要
主人公の空山舜が子供の頃の夢だったランボルギーニ・カウンタック LP400を手に入れ、今までのショボい人生と決別。カウンタックを通じて様々な人との交流やバトルを描く。劇中にはランボルギーニ、フェラーリを始め、数々のスーパーカーが登場する。

## あらすじ
カネなし女ナシのサラリーマン空山舜。彼女にフラれてやけ酒をあおっていたある日、実家から一通の手紙が転送されてきた。差出人の欄には、何と自分の名前が…。
それは舜が小学生のとき、25年後の自分宛てに書いた手紙だった。「25年後の自分は社長になってランボルギーニ・カウンタックを買っている」と書かれたハガキと、カウンタックLP400のスーパーカーカードが封入されていた。それを見た舜は奮起し、25年前の夢をかなえるべくLP400を買うことを決意する。
そして数日後、インターネットでカウンタックの情報を集めていた舜は、ワンオーナーのLP400を譲りたいというページを見つけた。そのページに書かれていた条件は、カウンタックを欲しい理由を書いてメールで送ってほしい、というもの。半信半疑ながら、舜はLP400に対する「想い」と「夢」を書いて送信。「条件が合わない場合は返信が無い」とされていたが、わずか1時間後、舜のもとへメールが返信されたのだった。待ち合わせ場所に現れたのは、ロールス・ロイス・ファントムに乗った若い女性。彼女に導かれるままに大富豪・浦島龍童の元に案内された舜は、新車同様のオーラを放つLP400に出会う･･･

## 登場人物

### 主要キャラ
空山舜（そらやま しゅん）
この物語の主人公。34歳のサラリーマン。LP400を浦島龍童から250万円と言う破格で譲り受ける。元走り屋で、そのときはトヨタ・MR2 (AW11型)を駆っていた。高校を卒業してからは無目的に上京しフリーターとなっていたが、28歳のときに父親が倒れたのを機に車を手放して走り屋をやめるとともに、現在の会社に就職した。
金もなく、彼女もなく、酒をあおって腐っていくばかりの生活だったが、カウンタックを手に入れてからはさまざまな人たちと知り合い、刺激的な毎日を送るようになる。
非常に高度なドライビングテクニックの持ち主で、ステージを問わず圧倒的な強さを見せ、初めて乗った車でも少し乗っただけですぐに順応し、自在に運転できるほどのテクニックを有する。走り屋時代の経験から峠道を攻めるのが一番好きで、レインバトルは得意だと語っている。
後に、自身が子供の頃に描いた「夢の車」ヒエロが、浦島グループの新型電気自動車として商品化され、大々的に世界に売り出されることになる。そのための新会社設立にあたり、浦島から「LP400を手放すことと引き換えに新会社の株式50%を与えられ、アメリカに移住して社長となる」「今まで通り、LP400と一緒に一サラリーマンとして暮らす」という、人生を大きく左右する選択肢を突きつけられる。「社長となる」という夢と「LP400」という夢のどちらを取るか苦悩するが、最終的にLP400との「絆」を信じて、いつの日か再会することを誓って手放し、アメリカに移住して社長となった。
早乙女若奈（さおとめ わかな）
浦島龍童の秘書。舜の見立てでは24～5歳。流麗美人で知識も豊富。いろいろな面で舜とLP400のサポートをする良きアドバイザー。愛車はポルシェ928GTS。ミルクという名前の白猫を飼っている。ドラテクに関してはかなりの腕前で、複数回のサーキット走行の経験者でもある。普段は危険なドライビングをしようとする舜らを注意する立場だが、車を馬鹿にする人間や高飛車な人間に関しては怒りを見せ、勝負を挑むこともある。
数々の事件やイベントを通して、舜に少なからず好意を持つが、お互いにその思いを告白することはなかった。しかし、新会社の社長となった舜の秘書としてアメリカに移住した。
浦島龍童（うらしま りゅうどう）
正体不明の大富豪の老人。LP400を譲渡するHPを開設した張本人。車以外にもさまざまな乗り物をコレクションしているようで、自宅敷地内の倉庫にはコンコルドも眠っている。車名の「Countach（この場合の発音は『クンタッシ』。イタリア･ピエモンテ地方の『驚き』『感動』を表す感嘆詞）」にちなみ、自分を一番感動させ、驚かせたメールの送り主にカウンタックを譲渡しようと考えていた。
本人も空山に負けず劣らずの車好きで、若かりし頃はヨーロッパの各地でワンメイクレースや草レースに挑む日々を送っていた。そんなある日に大事故を起こし、当時存命だった妻と「2度とレースをしない」と約束していた。
しかし、妻の死後10年目になって、自分にとって最後のレースをしたいと思い立ち、詳細が謎に包まれたカーレース大会「アルティメットラン」への参加を決意。舜の手がけたデザインをベースにしたオリジナルスーパーカー「メビウス」で予選を突破するも、ゴール直後のクラッシュで負傷。決勝レースのドライバーを舜に託す。
後に「メビウス」をより進歩させた新型車「ヒエロ」を世界に向けて大々的に売り出すことにし、そのための新会社設立にあたり、舜を社長として選出した。
牛若寅男（うしわか とらお）
長く尖ったヒゲ・端がレの字の長いモミアゲ・ギョロっと見開いた目が特徴の中年。本業は芸術家だが、クルマ好きが嵩じてスーパーカー専門の修理工場を営むようになった。通称「寅さん」。浦島龍童は彼の芸術作品のファンで旧知の仲。愛車はメルセデス・ベンツ・E36・AMGステーションワゴン、ランボルギーニ・ミウラS、シボレー・コルベット（L88 427 ビッグブロックエンジン搭載型）、後には弟子であった水島の形見であるデ・トマソ・パンテーラGT4（N）をフォードGTとのバトルの際に組み立て、その後も所有している。
沢田玲（さわだ れい）
走り屋時代の舜の友人。ジャズピアニスト。舜と同い年で、舜が走り屋だった頃にジャズバーで知り合い、クルマ好き同士打ち解けるようになる。走り屋時代にお互いのラストバトルをした。そのときの愛車はランチア・ストラトス。ラストバトルの後離別していたが、ジャズバーで再会した。ピアニストとして納得のいく結果を出せたとき、再びストラトスを手に入れて舜のLP400とバトルしようと考えている。しばらく後に舜と再開した頃には、我慢しきれずにボロボロのストラトスを購入しており、暇を見つけては少しずつレストアしている。
小野寺ナオミ（おのでら ナオミ）
玲の事務所の女社長で、シングルマザー。
ピンクのランボルギーニ・ディアブロ ロードスターを駆る、かなりのスピード狂である。

### サブキャラ
美奈子（本名不詳）
第1話に登場したアパレル系OL。舜が3か月かけて口説いたものの「キスもできずにフラれる」こととなった。金に目が眩んでシンちゃんに乗り換えたようだが、どうやら彼に二股かけられたか、飽きて捨てられたか登場していない。
ヒトミ（本名不詳）
舜が料金所でシンちゃんと鉢合わせたとき、シンちゃんの隣に座っていた女。運転中の彼をノーブラ、ノーパンで誘惑する。単行本では乳輪と思われるものが確認できる。
シンちゃんのブログに「キャバ嬢のヒトミ」が出ており、彼女と同一人物と思われる。
矢沢友子（やざわ ともこ）
滉一の妻。滉一とはできちゃった結婚。滉一が走り屋だったことに関してはあまり良く思っていないようで、滉一に走り屋を止める約束をさせた。
矢沢笑美理（やざわ えみり）
滉一と友子の娘。幼児らしく天真爛漫で、自分ができちゃった結婚で生まれたことをあっさり舜にバラす。
ミルク
早乙女の愛猫。種類は希少なターキッシュアンゴラ。鳴っている携帯電話を早乙女の元へ持ってくるなど、賢い面も見せる。九藤にさらわれ、走行中のポルシェから高速道路上に放り投げられるが、舜の機転で事なきを得た。
空山陽子
舜の母親。実家に届いた手紙を舜に送った
数夫（かずお）（姓不明）
舜の5歳年上の従兄。舜が帰る際、LP400のトランクルーフが閉まらなくなるほどの大量の土産を渡した。このときの経験が、後にLP400を「LP400AS（エアロスペシャル）」に改造する際に役立つこととなる。
女性パパラッチ
東京湾アクアラインで最速を誇るランボルギーニ・イオタ、通称「5084ファントム」を特集していたウェブサイトの管理者と思われる人物。舜がアクアラインで最高速チャレンジに挑んだ際もビデオカメラとスピードガンで撮影を行っており、その映像も数日後に掲載された。ドゥカティ・スーパーバイク999が愛車とみられるが、グレードは不明。後に「アルティメット・ラン」の出場車両を追跡するパパラッチであることが明らかになった。
今回のアルティメット・ランの予選ラウンドにも姿を見せ、350km/hで疾走しながらメビウスを含む先頭グループを追跡。その模様をリアルタイムでインターネット動画にアップする姿が確認された。
車上荒らしの2人組
高級車を主に狙う車上荒らしで、指名手配されている。
舜が乗っていたディアブロを奪おうとするが、機転を利かせた反撃に遭い、撃退され逮捕された。
水島和之（みずしま かずゆき）
故人。以前寅さんの元で働いていたメカニックマンであったが、ギャンブルにのめり込み、多額の借金を作ってしまう。その後、自己破産して再びメカニックの仕事を始め、その収入でパンテーラのパーツを集めて寅さんの元で保管してもらっていた。しかし再びギャンブルにのめりこみ、パンテーラを組み上げることなく急性心筋梗塞で他界してしまい、遺されたパーツは借金取りの九石に狙われることとなる。
石川社長（いしかわしゃちょう）
舜が接待ゴルフで対戦した相手先会社の社長。クルマ好きで数台のスーパーカーを持っており、ゴルフ当日も赤いLP400に乗り、パートナーの岡本にもミウラSVを運転させて現れた。途中でギックリ腰になってしまい、ゴルフは中断されるが、このことが舜と岡本のバトルのきっかけとなる。
片山部長（かたやまぶちょう）
舜の上司。接待ゴルフ当日に舜を迎えに来た。愛車はトヨタ・セルシオ。石川社長がギックリ腰で倒れた際、救急車はイヤだと言う石川社長のリクエストにより、代わりに病院に搬送することになる。
大山社長（おおやましゃちょう）
舜の会社の取引先の社長。キャバクラ好きで、片山部長曰く「通常のキャバクラでは満足しない」とのこと。
舜と意気投合し指名した女性とのアフターまでの間、バーで暇つぶしをしようとしたが亜久目のぼったくりバーに入ってしまい、窮地に立たされるが舜の機転で脱出できた。
サトル・タケシ・シゲル
亜久目の部下。サトルは大柄なスキンヘッドの男、ドラッグレースではスターターを担当した。タケシはとんがった髪の毛が特徴のスーツの男、樹利を人質にした。シゲルは長髪の男。亜久目曰く「自分を含む4人が異なった処刑法を持ってる」とのこと。
3人とも舜のドラッグレースマシンがレース後にスピンした隙にジョニーの制裁を受けて昏倒した。

## 各エピソード毎の登場人物
シンちゃん（本名不詳）
さまざまなフェラーリを乗り回す金髪の男。第1話で美奈子を舜から奪い「ごめんねぇ～負け犬クン」と捨てゼリフを残して去るが、後に高速道路の料金所で鉢合わせたり、寅さんのガレージで再び鉢合わせたりと、何かと舜と因縁がある。舜をオービスの餌食にしようとして逆にやり返され、免許停止処分を受けたことがある。
一見すると大金持ちの青年だが、元々は金持ちではなくただの無職（年収150万円のフリーター時代もあった）で、宝くじや競馬で大金を手に入れており、その金でスーパーカーを入手しているかなりの幸運の持ち主。と同時に、フェラーリを自在に乗りこなす度胸と腕前も兼ね備えている。その一方で自分の当てた金に群がる人間が周囲にいる生活が長く、人間関係に関してはどこか突き放した考え方をしている節も。
自らのスーパーカーライフを綴ったブログを開設し、最新記事で2台目のF40を入手したことを公表している（1台目は運転ミスで炎上し廃車。後にこの2台目も中国人実業家に1億円で売却された）。他人には非常に高飛車で嫌味な態度で接する。寅さんからも「スーパーカーが本気で好きで手に入れたと感じられない」と一蹴されたこともあるが、本人なりにスーパーカーに対する愛情は本物だったようで、スーパーカー（特にフェラーリ）に対する態度に関しては真摯な一面を覗かせることもある（事実、自分のミスで最初のF40を廃車にしてしまった際は後悔と罪悪感、自身の実力不足から落涙。序盤でも「フェラーリ以上の女はいない」と心の中で言い切るほどの入れ込み具合を見せた）。
ある日、F430スクーデリアで峠道をドライブしていた際、早乙女とデート中だった舜と遭遇。いつものように勝負をけしかけるが「勝負に勝ったら、今後一切自分や早乙女にちょっかいを出さない」という条件を舜から突きつけられる。これを承諾し「ダイヤルイン」」方式でのレースを行うが惜敗。その後、2台目のF40を売却した縁で知り合った中国人実業家に誘われる形で、中国に渡って事業を始めることを決意。同時に、舜を負け犬と罵ったことを詫びて去っていった。
立花樹利（たちばな じゅり）
梅澤漫画らしいキャラクターで、外見・言動がロックな女性。職業はポールダンスダンサー（広義ではストリッパーだが、狭義においてはストリッパーではない）。峠道にてバーンアウトドリフトを敢行し、他車の視界を奪い危険に晒すドライビングを行う。これにより滉一はガードレールの餌食となり、舜は彼女にバトルを挑んだ。そのバトルで舜からバーンアウトに匹敵する仕打ちを食らったことで、その後はバーンアウトドリフトは控えている模様。愛車はシボレー・コルベットC5Z06で、後にキャラウェイ・C4コルベット"スレッジハンマー"を購入。コルベットに関する知識が鋭いところがある。
その後も度々再登場しており、霧山とのバトルで舜に好意があることを悟る。仕事が仕事なだけに客に口説かれることがよくあるらしいが、負けた事がない事もあり、その度に「車でバトルして勝ったら付き合ってやる」と軽くあしらってきた。しかしそのロック（?）な対応が災いし、霧山と不利なバトルをすることになる。
中学生時代は大きな不良チームを率いるほどのワルで、それを見かねた父親にアメリカ留学させられた経験があるが、そこで得たものはポールダンス、ドラッグレース、コルベットの3つだけで、特に車に関してはコルベット以外はみんなゴミだと語っている。
不良チーム時代の宿敵だった破鬼京花との再会・対決の一件を経て、舜への恋心を吹っ切り、新しい自分を見つけるためにC5コルベットとスレッジハンマーを手放し、しばらく帰国しない覚悟を決めて京花と共にアメリカに渡った。そして新しい愛車として、C3型コルベットを購入している。
矢沢滉一（やざわ こういち）
舜の走り屋時代の友人で、同い年。バイト先で舜と知り合い、舜が走り屋になるきっかけを作った。舜が走り屋をやめた後に音信不通となっていたが、事故時に偶然通りかかった舜に助けられ、再会を果たす。走り屋時代にはBNR32スカイラインGT-Rを駆り、舜のMR2に敗れる。今でもそのGT-Rは実家の車庫に保管してある（ナンバー・車検なし）。劇中での事故時に乗っていた車は父親のレガシィB4。その後、家族のため走り屋をやめるという約束を守るためにGT-Rのキーを舜に預けている。若い頃は“魔愚堕羅（マグダラ）”という暴走族のメンバーで、伝説の六代目総長だったらしい。
九藤竜一（くどう(?) りゅういち）
ポルシェ乗りで911・タイプ993をNAとターボの2台を愛車にしている。正体はオフィスやマンションをターゲットにする窃盗の常習犯。早乙女とのバトルで自爆して彼女を逆恨みし、車に引っかき傷をつける嫌がらせを行ったうえに飼い猫を誘拐。バトルをけしかけてきた。性格は卑屈かつ冷酷で、瞬のLP400を止めるために早乙女の飼い猫を高速道路上に放り投げるなど、目的のためには手段を選ばない。
後日、前述の窃盗容疑で逮捕され、その動機がポルシェを手に入れるためだったことが判明する。
大家さん（本名不詳）
舜のアパートの大家さん。舜のLP400は大家さんの家のガレージに収納させてもらっている。愛車はフェラーリ・ディーノ246GT。死んだ息子はディーノが好きだったため、その思い出にと購入したが、運転中に息子を亡くした悲しさがフラッシュバックして自損事故を起こしてしまい、それ以来ハンドルを握れなかった。後に舜のおかげで悲しみを振り切り、運転できるようになった。
霧山悟（きりやま さとる）
樹利をつけ狙う男。蛇のような印象を与える男で、本名が明らかになる前は、単行本の次巻予告にて「蛇男（ヘビオ）」のニックネームで呼ばれた。樹利のコルベットに蹴りを入れて挑発し「自分が勝ったら一晩付き合う」という条件で、蛇の女峠でのバトルをけしかける。樹利は挑発に乗ってバトルを受けるも、左足を負傷していたために本来の運転が出来ず途中でスピン。仲裁に割って入った舜が代わってバトルする羽目になる。愛車はダッジ・バイパーSRT-10。
魔愚堕羅の総長を務めていたことがあり、子分もいるが、バトルの後に舜が（魔愚堕羅六代目総長である）滉一の友人と知って（悟の慌てっぷりから過去に面識があった模様）、舜に対して頭が上がらなくなっていた。
ジョナサン・スミス
樹利の友人で、米軍基地に勤務する軍人。市販のハイオクガソリンを入れたために不調になったC2コルベットのL88エンジンをわずか1時間でオーバーホールし、オクタン価103以上の燃料を補給して完全な状態に戻した。分かっていないのか、あるいは上手く言えないのか不明だが、舜のことを「ソリヤマさん」と呼ぶ。
後のエピソードでは、亜久目に捕われた樹里と舜を助けるため、米軍の払い下げ品で入手した私物の輸送ヘリに乗り、ドラッグレース用のC1コルベットを積んで現れる。この頃は日本人の女性社長と結婚したのを機に、日本語をほぼ不自由なく話せるまでになっているのだが、舜のことは相変わらず「ソリヤマさん」と呼ぶ。
軍人らしく腕っぷしも強く亜久目の部下に鎖で拘束された際にも、ドラッグレース前のバーンアウトのスキール音と煙に隠れて鎖をはずし、彼の部下に制裁を加えた。
神谷聖（かみや さとし）
10年前から大家さんの家の隣に住んでいる男で、舜と同い年の34歳だが、外見は実年齢よりかなり若く見える。高校時代、夜遊びを繰り返していた自分のことを思って叱ってくれた祖母に対して、心にもない冷たい言葉を投げかけてしまったことがきっかけで自己嫌悪に陥り、周囲とのコミュニケーションを避けるようになる。それ以来、インターネットの株取引に没入し、その収入（10億円近く稼いでいる）だけで引きこもりのような生活をしていたが、舜のLP400を見て子供の頃の夢を思い出し、世界でわずか3台のみ生産されたウルフカウンタックの1号車を手に入れる。ただし車両登録を済ませていない上、彼自身も教習所での嫌な経験から運転免許を持っていないために、公道を走ることは出来ない。本心は運転をしてみたいという彼の願いを叶えるため、早乙女と舜が一計を講じ、富士スピードウェイを走行することになる。
その後、一念発起して免許を取得。現在は三重県の実家に帰郷し、親孝行の傍らでウルフカウンタックの運転を楽しんでいる。
小野寺涼（おのでら りょう）
小野寺ナオミの娘。ボーイッシュな面が強い。沢田のライブを観に訪れた舜に「ディアブロでドライブに行きたい」とねだり、出かけた先でトラブルに巻き込まれる。舜がそこで見せた勇気ある行動と、自分の好きなアニメキャラクターを重ね合わせ、舜に一目惚れをする。このことがきっかけでスカートを穿くようになるなど、女の子らしさを見せるようになった。
九石丈司（くいし じょうじ）
大阪からやって来た借金取り。寅さんの弟子であった水島（サブ登場人物参照）の生前の借金2000万円を完済させるべく、寅さんの元を訪れ、水島の遺したデ・トマソ・パンテーラのパーツ一式を渡すよう要求する。寅さんは「自分がパンテーラを実費で買い取る代わりに、引渡しは出来ない」と返答。対して、九石は「組み上げたパンテーラで自分とのレースに勝ったらその条件を飲む。負けた場合はパンテーラを没収、さらに延滞金を支払わせる」というムチャな条件での取引を持ちかける。愛車はフォード・GT。見た目こそアフロのイケメンでヤクザのような態度で接するが、実は幽霊が大の苦手。非常に深刻らしく、偶然突いてしまった寅さんに対して恋人が本気で抗議したほど。アクシデントでレースに負けて愛車は損傷、自分も入院と踏んだり蹴ったりな状況に加えてこの弱点のせいで寅さんから精神攻撃を食らい、水島の借金を完全に諦める羽目になった。
LP5000QV（クワトロバルボーレ）のオーナー&ユキナ
舜がドライブに訪れた峠道の駐車場で出会った2人。ユキナはオーナーの愛人だが、QV以外の車を馬鹿にするため、オーナーの友人は次第に離れていってしまう。その為、何とかして別れのきっかけを見つけようとしていた。帰りがけに道路に落ちていた障害物を踏み、右後輪がパンクしてしまったために、同じくLP400がパンクした舜と共にテンパータイヤを装着した。その姿に幻滅したユキナはついにQVも馬鹿にして、通りすがりのポルシェ911に乗って去っていく。オーナーは「別れの良いきっかけになった」としてこの一件を吹っ切り、これからもカウンタックを愛していくことを舜と共に誓う。
未来真弓（みき まゆみ）
中古車店「フューチャーモータース」の社長。舜が昔乗っていたAW11は、この店で面倒を見てもらっていた。亡き父・万太郎から店を引き継いだが、土地の賃貸料が急騰した事で閉店を決めていた。そんな折、15年前に盗まれた父のデロリアンが発見される。最初は処分する気でいたが、舜と共に実物を見て父の思い出が甦り、処分を取りやめて引き取る事に。その後、幸運にも今まで通りの賃貸料で土地を貸してくれることになったため、再び店を続けることを決意した。
三矢本鉄太（みやもと てつた）
真弓の地元に住む高校2年生だが、走り屋の先輩の車を借りて無免許で走り回った末、事故を起こして補導されたという経歴を持つ。幼い頃からAW11に憧れる彼は、真弓の店にAW11改が入庫したのを知り、売ってくれるように頼み込むも、補導歴を知る彼女はこれを断固として拒否。
その後、舜が店に来たのを目撃し「買われてしまう」と勘違いした挙句、店からAW11改を強奪するという暴挙に出る。マイケル・ジャクソンの曲を聴くことで恐怖心が吹き飛び、その間はよりアグレッシブな走りが出来るようになる。無免許でありながら並以上のテクニックを持っているが、サーキット用に改造された車を峠道でうまく操ることが出来ず、路面のギャップをいなしきれずにスピンして停車。当然ながらAW11改を取り上げられるが、追いかけてきた舜から「縁があればまたいつかこの車に会える」という言葉をかけられた。
最終話の時期には高校を卒業して普通免許を取り、いつの日かAW11改を購入することを夢見て働いていた。それを知った真弓から、倉庫に保管していたAW11改を見せられたことで舜に感謝の電話を入れる。このことは、舜がLP400を手放してアメリカに移住する大きな後押しとなった。
岡本彩花（おかもと あやか）
舜が接待ゴルフで相手をすることになった取引先の社員。ゴルフに不慣れでミスを連発する舜を見て「わざとミスショットしている」と的外れな非難をする。そして契約の判断は自分に一任されていると主張し「真剣勝負をしなければ今回の契約はなしにする」と強要する。同行していた相手先の石川社長がギックリ腰で倒れた為、ゴルフは中断したが「石川社長の愛車であるLP400に乗り、自分が操るミウラに勝ったら契約を結ぶ」というとんでもない条件の勝負を持ちかける。
自分名義の愛車は持たないが、石川社長のスーパーカーコレクションの一つであるランボルギーニ・ミウラSVを強引にねじ伏せる腕と度胸、そしてサディスティックな性格を合わせ持つ。
夢野美咲（ゆめの みさき）
売れっ子グラビアアイドルで、BMW・M1を愛車とする。父親は車好きが高じて家に生活費を入れなくなり、それがきっかけで離婚されてしまったという生粋のカーキチで、M1も20歳の誕生日に父からもらったもの。ドアに携帯電話のストラップを挟み込み、電話を車外にぶら下げた状態なのに気づかず高速道路を走行していた際、偶然通りかかった舜がそれに気づき、併走して身振り手振りで知らせようとした。だが、ナンパの申し込みと勘違いした彼女はそのままLP400を千切ろうとし、バトルに突入。結局高速道路に携帯電話を落としてしまい、舜がそれを拾って交番に届けた。
後日、昼のバラエティ番組に出演した際にそのエピソードを披露し、名も知らぬ拾い主に公共の電波を通してお礼を言う。しかし後日、街中を歩いている最中にまたも携帯を落として舜に拾われる。これを運命と感じた彼女は舜をデートに誘うが、途中からマセラティ・クアトロポルテのタクシーに追いかけられ、デートは思わぬ方向へ進むことになる。
奔田（ほんだ）・錫木（すずき）
西日本警察（架空の警察管区）の高速機動隊員。奔田が上司にあたり、2人一組でパトロールに当たっている。神谷の祖母が危篤との知らせを受けて、ウルフカウンタックで名古屋に向かっていた神谷と舜をパトカー（フェアレディZ バージョンnismo・高速パトロール隊仕様）で追跡し、スピード違反で神谷を検挙。その後、運転を替わった舜がなおもスピードを上げるのを見た奔田は「こちらが赤灯とサイレンをつけて走ったのでは対等ではない。対等な勝負をして、実力で負かしてしっかり懲らしめる」と、Zのスピードリミッターをカット。200km/h超のバトルに突入する。しかし、舜に振り切られたことで負けを認め、名古屋の病院で神谷が祖母の最期を看取ったのを確認し、今回の件を不問として帰っていった。
亜久目（あくめ）
舜が取引先の社長と共に入ってしまったぼったくりバーのオーナー。代金の支払を拒否した舜と、助けに入った樹利を拉致して、ドラッグレースマシンの後部に縛り付けてゼロヨンの距離を引きずる「引きずりの刑」にかけようとするが、樹利の「車の運転なら舜は誰にも負けない」という挑発に乗り、ドラッグレースでの勝負を要求してきた。「プロストリートクラス」でのドラッグレースを得意とし、マフィアが主催する闇レースでいくつもの勝ち星を上げてきたほどの腕前を持つ。逆らう者に対しては殺害もいとわないなど、倫理観が著しく欠如した男。愛車はドラッグレース仕様に改造されたフォード・マスタング。
レース後、彼の部下サトルに扮したジョニーに気づかず近づいたため殴り飛ばされ一旦昏倒するが、すぐに目を覚まし、コルベットの後ろにしがみつきナイフを振りかざし襲い掛かるが、舜にパラシュート（フィニッシュ後に使おうとしたがスピンしたために使わなかった）で吹き飛ばされる。その後に自分の敗北を付きつけられたうえ、樹利から「今後舜たちに手を出すようなことがあれば地獄に堕とす」というジョニーからの警告を伝えられ落胆した。
美咲の父
妻と離婚後、経営していた会社が倒産してしまい、持っていたスーパーカーをほとんど処分することになってしまったが、手元にマセラティ・クアトロポルテ エボルツィオーネを残し（後の美咲の20歳のプレゼントとして渡すBMW・M1も残している）、それをタクシーに改装して個人タクシーを始めた。美咲とは小学5年の頃に別れて以来会えておらず、M1も電話でのやり取りだけで美咲に届けていた。
街で偶然、美咲が舜のLP400に乗り込んだところを見つけ、ナンパ男に捕まったのかと誤解してLP400を追いかける。
クリストファー・ギルバード
作中におけるF1ドライバーの中で、3年連続ワールドチャンピオンに輝くほどの素晴らしい速さを持つドライバーだが、ある日突然引退を発表。その際に「私は世界一速いレーサーではない。私がここに居るのは只の運命の悪戯に過ぎない」という言葉を残した。
実は、アルティメット・ランのディフェンディングチャンピオンである「イオタ"5084ファントム"」のドライバーであり、引退を決意したのも、舜の駆るメビウスに敗れたことで自分より速い男がいる事を悟ったのが理由であった。イオタのドライバーが彼であったことと、引退の真の理由は浦島と早乙女だけが知る事実で、世間的には父の経営する大企業グループを継ぐための引退だと噂されている。
破鬼京花（やぶき きょうか）
樹利の中学生時代のライバル。かつては大きな不良チームを率いていた筋金入りのワルで「殺しと薬物以外の犯罪は全てやった」と豪語している。しかし、父親が大物政治家という家庭に育ったため、起こした犯罪は全て父が警察に手を回してもみ消してきた。その立場を利用して、京花に対抗して樹利が組んでいたチームを解散に追い込み、互いのリーダー同士によるチキンレースで決着をつける運びとなる。結果として樹利が勝ち、そのリベンジをしようとするが、中学卒業後に樹利がアメリカ留学してしまったことでそれも叶わなくなり、心の奥底で屈辱感を抱いていた。
どんな更生施設に入れられても結局更生しきれず、見かねた父親によって警察官にさせられ、現在はスズキ・GSX1300Rハヤブサの白バイを駆って高速パトロール隊に所属。樹利が新たに購入した「C4コルベット"スレッジハンマー"」の試乗でスピード違反を犯した舜を検挙し、同乗していた樹利と再会。かつての因縁が蘇ったことで「樹利が勝ったら舜の免停を取り消す」という条件のチキンレースを挑み、スレッジハンマーに対抗するために父親の所有するブガッティ・ヴェイロンを持ちだす。
工事途中で放棄された全長25kmの高速道路を使い、崖っぷちギリギリを目指して時速400kmからのフルブレーキングという常軌を逸したチキンレースの結果、高速道路の切れ目を飛び越え、運よく向こう側に着地したものの両者ともにクラッシュ。潰れかけた車から樹利に助けだされて対話したことでわだかまりが消え、樹利の自由な生き方に憧れを抱く。その後、新しい生き方を見つけるために警察を辞職し、樹利と共に渡米した。

## 主な登場車
ランボルギーニ・カウンタックLP400
舜の愛車にして本作の主役マシン。元々は浦島龍童の所有で、レストアを受けることなく新車の状態を保っていたものだが、たったの250万円で「一番驚いた動機」を持つ舜へ譲られた。
後に、前後重量バランスやホイールベースなどの個体データがメーカー公称値通り（もしくは、それを超える）という非常に精度の高い個体だということが判明する。
エアロスペシャルから元の姿に戻された際に、寅さんの海外土産として、ダッシュボードにマルチェロ・ガンディーニの直筆サインが入れられた。
舜の乗っている黒いモデルの他、取引先の石川社長の愛車である赤いモデルも登場している。こちらの赤いモデルはボディが鉄製という、おそらく世界で一台であろう非常にレアなモデルである。
作中では終始圧倒的な存在感と魅力を放っており、人目のつくところでは常に注目の的であった。
LP400 エアロスペシャル
舜のカウンタックが、実際に300km/hを出せるように改造を施された姿（カウンタックといえば「最高時速300km」が有名だが、実際にはノーマルではそこまでの速度は出ないと言われている）。グラウンド・エフェクトを発生させる底面パーツを始め、ポリカーボネット製エンジンフード、リアフェンダースパッツ、サイドミラーレス、リアトランクを応用した可変スポイラー（緊急時のエアブレーキも兼用）、更には徹底した軽量化といった改造がなされ、結果304km/hを叩き出した。300km/hアタック終了後は元の姿に戻されたが、舜の希望でトランクルーフを利用したスポイラーは残され、後にそれがサーキットで役に立った。
ポルシェ928GTS
早乙女若奈の愛車。美しい流線型のボディーラインに一目惚れをして購入したらしい。928としては珍しいMTミッションで、しかも後付でトラクションコントロールをカットするスイッチが付けられている。
フェラーリ・360モデナ
シンちゃんの愛車でカラーはイエロー。セミATの360モデナF1のようである。LP400を執拗に煽り続けた結果、ドリフトでかわされてオービスの餌食に。
シボレー・C5コルベット Z06
ボディーサイドにファイヤーパターンのペイントがある立花樹利の愛車。日出山峠で危険な走行を行い、多くの走り屋達に事故を起こさせてきたが、舜とのバトルではそのツケが回って自然現象を利用した意趣返しを受けた末に逆にクラッシュしている。バーンアウトを容易にするために、前輪を完全にロックするシステム「ラインロック」を後付けで装着してある。
スバル・レガシィB4
滉一の父親の車。日出山峠に出没する謎の暴走車（樹利のコルベット）の正体を突き止めるために借りたようである。善戦するも、バーンアウト・ドリフトによる目くらましによってクラッシュしてしまう。
日産・R32スカイラインGT-R
滉一の走り屋時代の愛車。結婚の際に「もう二度と乗らない」という約束をしたが、結婚後しばらくしてこっそりと峠を攻めていた際に事故を起こし、車両登録を抹消して廃車にさせられてしまったため、現在は滉一の実家のガレージで眠っている（定期的にエンジンを回すなどのメンテナンスはしている）。その後、今度こそ約束を守ろうと考え、舜にキーを預けた。
ポルシェ・911カレラ（993）
九藤竜一の愛車。色だけは自分限定のオリジナルにしたい九藤の意向で純正色にはないスペシャルブルーに塗装してある。首都高を走行中、自身を追い抜いた早乙女の928をしつこく煽り続けるが、RR駆動の典型的な自爆パターンにはまってクラッシュしてしまう。このことが発端となり、早乙女は九藤から悪質な嫌がらせを受けることになる。
ポルシェ・911ターボ（993）
九藤竜一のもう一つの愛車。カレラと同じ理由でこちらもカラーをスペシャルシルバーに塗り直している。圧倒的な動力性能と4WDシステムでLP400を苦しめるが、降り出した雨により高速道路特有の「ツナギ目」の上でスリップ、4WDシステムも通用せず、首都高で自爆してしまう。後に、100件以上の窃盗を重ねて2台のポルシェを購入していたことが発覚する（「子供の頃からの夢だけは自分で金を払って買いたかったから」という彼なりの矜持がそうさせた）。
ディーノ246GT
大家さんの愛車。ディーノが好きだった亡き息子の為に購入したものの、「ディーノ」の命名のエピソードが自分の境遇と同じだと知って以来、運転中に息子の記憶がフラッシュバックしてしまい、運転できないままでいたが、舜のおかげで克服できた。
トヨタ・MR2（AW11）
舜の走り屋時代の愛車。スーパーチャージャー付の後期モデルで、前オーナーが峠仕様にチューニングを施したもの。外見はノーマルとあまり変わらないが、軽量化や出力アップ等（沢田の推察によれば約220馬力強）の改造が施されている。初めのうちはスピンして何度もクラッシュさせてしまったが、半年も経たないうちに乗りこなせたとのこと。舜のテクニックと相まって、峠では滉一のGT-Rすら圧する速さを持つ。
舜曰く「無意識のうちにMR2の姿をカウンタックと重ねたのかもしれない」と語っている。
ランチア・ストラトス
沢田玲のかつての愛車。沢田によってライトチューンが施されている。法人名義だったため、沢田の父の会社が倒産した際に借金のカタとして持っていかれてしまった。
ランボルギーニ・ディアブロ VTロードスター
小野寺ナオミの愛車でカラーはピンク。本人曰く、購入した動機は「沢田がマルチェロ・ガンディーニ好きだから」とのこと（真意は不明）。舜と涼がドライブに出かけた際に不運にも車上荒らしに遭うものの、舜の防衛策により事なきを得る。
上記の他、LP400を車検に出す際に、浦島が代車として舜に貸し出したものも登場している。早乙女とのドライブ中にシンちゃんのF40に遭遇、車体に傷をつけられて激怒した舜によってバトルに突入する。
フェラーリ・365GT4BB
シンちゃんの愛車。元々は前オーナーが365のエクステリアを512に変更していたものだったが、寅さんの手によって元の365に戻された。LP400とのバトルで無茶な路肩走行をし、トンネルの入り口に接触。リアフードのヒンジが壊れて全開するという醜態を晒すハメに。
メルセデス・ベンツ・E36AMGステーションワゴン
正式なモデル名はAMG E320T-3.6。寅さんの愛車の中の1台。劇中で寅さん自身が（現在のところ）唯一運転している車であるため、最も使われることが多いようである。
購入当時にディーラーで登録されたモデルはわずか50台で、そのうちの1台という貴重なモデル。シート色を特別にオーダーするなど、寅さんのこだわりが込められた逸品。
ある部分に不具合を抱えており、エンジンを始動するためには特別な「儀式」を必要としたが、雑誌のインタビューでネタばらししてしまい、修理しない理由であった「防犯用」としての意味が無くなったため、その後修理した模様である。
ランボルギーニ・イオタ“5084ファントム”
オーナー不明の謎のスーパーカー。オリジナルのイオタを再現した上で、強力なエアロチューンが施されているようである。ドライバーも相当な腕前のようで、200km/hオーバーというとんでもない速度でETC（の遮断バーの下）を通り抜けている。アクアラインに稀に出没し、その度に現代のスーパースポーツを全開で追い抜くことから、一部のスーパーカーフリークから神のように崇められている。専門のHPまで開設され、スピードガン計測で315km/hを出した衝撃的な動画が公開されている。
前回の「アルティメットラン」のチャンピオンカーでもあり、今回も予選Bグループから出場。圧倒的な強さで予選を通過し、日本での決勝ラウンドでメビウスと対決。首都高3周のレースの末、僅差でメビウス1号車に敗れた。かつてクラッシュしたオリジナルのイオタのパーツが一部使用されているが、どこに使用されているのかは最後まで明らかにならなかった。その後、現オーナーであるF1ドライバーのクリストファー・ギルバードの元を離れ、別のオーナーに譲られた。
ランボルギーニ・ミウラS
寅さん所有の一台。きれいに整備されているようで、シートの布地もオリジナル通り。
シボレー・C2コルベット スティング・レイ
これも寅さん所有の車。LP400ASを元に戻す際、代車として舜に貸し出していた。実はこの車は、わずか20台しか生産されなかったレース用エンジン“L88”を搭載したモンスターで、オクタン価103以上のガソリンしか受け付けない特殊な車だった。そのことを知らず、舜は普通のハイオクガソリンを入れて後に苦しむことになったが、ジョナサンの手でオーバーホールされ元の戦闘力（あるいはそれ以上）を取り戻した。
ダッジ・バイパーSRT-10
霧山悟の愛車。8.3リッターV10エンジンによる強力な動力性能と高いコーナリング性能を持ち、怪我を負っていたとはいえ樹利を苦しめるほどの実力を見せた。
ウォルター・ウルフ カウンタック（1号車）
神谷聖が所有する伝説の一台。売り主とはネットでのやり取りだけで、ある日宅急便で届けられたらしい。ナンバーもなく、バッテリーも切れていた状態で神谷のガレージに収納されていた。その後、神谷の「運転をしたい」という希望を叶えるために寅さんのガレージで整備を受け、仮ナンバーも交付された。
デ・トマソ・パンテーラ
数年前まで寅さんの下で働いていたメカニックの水島が好きだったスーパーカーで、パーツまで購入していたが、水島が借金を残して他界してしまった為、借金のカタに奪われそうになる。
パンテーラGT4“N”
九石とのレースのために、寅さんの手によって組み上げられたパンテーラ。世界でたった6台だけ販売されたレーシングバージョン「GT4」のエンジン・ボンネット等を中心に、寅さんオリジナルのモディファイを加えて製作された。
取り寄せたフロントガラスが割れていたというトラブルに見舞われるも、最終モデルの「ノーバ・パンテーラ」の空力パーツ「ノーバウィング」を使用することで、フロントガラス無しでも問題なく空力効果を出せるようになっている。
GT4にノーバ・パンテーラを組み合わせて製作されたことに由来し、「ノーバ（NUOVAと表記）」の頭文字“N”が冠された。
フォード・GT
借金取りの九石の愛車で、ルーフに「$」のバイナルグラフィックスが施されている。また運転席のルーフに「ガーニーバブル」を装着している（寅さんはアフロバブルと皮肉った）。水島の残したパンテーラのパーツを賭けてレースを行うことになる。
パンテーラに幅寄せを行って苦しめたが、終盤の幅寄せではパンテーラが引かなかったため、体当たりを行う。その際にスピンし、高速道路脇に手向けてあった花（以前、九石とバトルした時に事故で亡くなった人の家族が手向けたもの）が左フロントタイヤに引っかかってしまう。その後、合流してきた車を避けようとして急ブレーキをかけた瞬間、花が引っかかった左フロントタイヤのブレーキが利かず、バランスを崩してクラッシュしてしまう。
ランボルギーニ・カウンタックLP5000クワトロバルボーレ
舜がドライブ先で出会った中年男性の愛車。右後輪がパンクしたためにテンパータイヤを履いたが、純正タイヤに比べてとても細いタイヤであったため、オーバーフェンダーの奥にタイヤが引っ込んでしまったような形になり、非常に格好が悪くなってしまった。
デロリアン・DMC-12
真弓の父・万太郎が映画「バック・トゥ・ザ・フューチャー」に憧れて衝動買いした。大切に乗っていたが、盗難に遭い行方知れずに。それから15年後、盗まれた当時と全く同じ状態で発見された。15年前はフューチャーモータースの可動式看板の上に展示されており、真弓が引き取った後も、同じように看板の上に展示される事になった。
フェラーリ・F40
シンちゃんが最も気に入っているフェラーリで、宝くじの賞金で購入した最初の車だったが、ほどなくして運転ミスによる事故で大破・炎上した。その後、競馬で当てた配当金4500万円で2台目を購入する。この2台目も、車体番号を気に入った中国人実業家に1億円で売却された。
MR2（AW11）改
フューチャーモータースに入庫してきた1台。外見こそGTウィングとディフューザーを追加したのみに見えるが、足回りはガチガチに固められ、ドアやボンネット、エンジンフード等は全てカーボン製パーツに交換済み。さらに2代目MR2（SW20）のエンジンを移植、その搭載位置まで見直すなどの大規模な改造を加え、サーキットを速く走るためだけのスペシャル仕様に仕上げられている。
舜がこの車を見に訪れた晩、真弓がうっかりキーを挿しっぱなしにしていたために高校生の三矢本に奪われてしまい、奪還のために舜のLP400とカーチェイスを繰り広げることとなる。
カーチェイスの終盤でドリフトした際、サーキット向けに調整された硬すぎる足回りのため、路面のギャップをいなしきれずにスピンしたが、運良く待避所に突っ込み事なきを得た。その後は公道向けの足回りに調整され、舜が慣らし運転を兼ねて試乗している。
ランボルギーニ・ミウラSV
石川社長のスーパーカーコレクションの一つだが、コンディション維持のために岡本にドライブさせることもある。SVJやイオタなどの特別バージョンを除けばミウラの中でも最速を誇るモデルであるが、自在に操るためには相当な腕と度胸が必要である。
BMW・M1
グラビアアイドル・夢野美咲の愛車。エンジンをBMW・M5のエンジンに換装してあり、ノーマルの277馬力から340馬力へと大きくパワーアップしている。
日産・フェアレディZ Z33 バージョンnismo（高速パトロールカー仕様）
西日本警察に配備された新型パトカー。エアロパーツや大径タイヤでパトカーらしからぬ重武装を施されている。その外見から、神谷はイベント用ではないかと推測していたが、実際には高速機動隊に実戦配備されていた。スピードリミッターをカットすることで200km/h超のスピードで走行することが出来、ウルフカウンタックに勝るとも劣らない性能を発揮する。
現実には、紙面同様のバージョンが栃木県警察に寄贈されている。
シボレー・C1コルベット プロストリートクラス仕様
亜久目とのドラッグレースのために、ジョナサンが輸送ヘリで運んできたドラッグレースマシン。元々搭載されていた直列6気筒エンジンから、GM製のV型8気筒OHVエンジンにスワップしてある。排気量は実に502キュービックインチ（8.2リッター）に及び、寅さんのスティング・レイを軽く凌駕する。さらにNOS噴射機構を備え、最大1500馬力を発揮するモンスターマシンに仕上げてある。
フォード・マスタング1969年式 プロストリートクラス仕様
亜久目のドラッグレースマシン。フォード製ビッグブロックエンジンにスーパーチャージャー（ブロワー）を組み合わせ、ファニーカークラス用の3速マニュアルミッションを組み合わせた仕様。NOSなどの追加はされていないが、スーパーチャージャーの低回転域のトルクによって爆発的な加速力を誇る。
マセラティ・クアトロポルテ（4代目）エボルツィオーネ タクシー仕様
夢野美咲の父が個人タクシーに改装して使っている車。フェラーリの手によるチューニングがなされ、実に336馬力を発揮するハイパワーモデル。ルーフの行灯が収納できるように改造してあり、高さ制限わずか1.5mの高輪橋架動橋の下でもくぐれるように配慮している（普通のタクシーでは、行灯の形を変更するなどの対策をしないとくぐることが出来ない）。
シトロエン・C-METISSE（C-メキセ）
2006年のパリサロンに出展された、大型4ドアサルーンタイプのコンセプトカー。「メキセ」とは、フランス語で「混血」「混じり合う」という意味を持つ。浦島龍童のコレクションに加えられており、彼の送迎などに用いられている。
メビウス
浦島龍童が謎のレース「アルティメット・ラン」に出場するにあたり、そこで使用するオリジナルスーパーカー。デザインは舜が小さい頃に描いた夢の車をベースにしており、車体の随所に六角形をモチーフにした意匠が用いられている。浦島グループが開発した新素材「EM」によって、同クラスの車両に比べて非常に軽量かつ頑強なボディを持つ。他にも、六角形や平面を多用したことで、「レーダー式オービスに感応しない」というステルス特性が偶然付加されたことが判明した。全部で3つのタイプが製作され、それぞれが違う性能を持っている。
1号車：決勝ラウンドで用いられるガソリンエンジンタイプ。マニュアル車。後輪にトラクション強化剤を吹きつける装置が備えられており、スタート前にこれを使用することで、加速開始から300mまではトラクションを大きく高めることができる。最高速度は362km/hと、モーター併用の2号車には劣るものの、ハイブリッドシステムを省いたシンプルな車体設計のおかげで車重はわずか890kgに抑えられている。
2号車：予選ラウンドで使用されたハイブリッドカータイプ。セミオートマチック車。V8・3.6リッターOHVエンジンをミッドにレイアウトし、そこにモーターを組み合わせた仕様で、モーターのみで走行する「エコ（E）」、コンピュータの判断で動力を制御する「オートマティック（A）」、全リミッターを解除して走行できる「レーシング（R）」モードの3モードを選択して走行できる。他にもKERSの技術を応用した加速装置、速度感応式可変ディフューザーなど数々のハイテク装備が満載されているにも拘らず、車体重量はわずか1000kgジャストに抑えられている。最高速度は400km/h以上にも達するが、車載コンピュータが路面や車体の状況を逐次判断し、危険と判断した時点で加速を頭打ちにするセイフティ機能が設定されている。このセイフティはドライバーの操作で解除できるが、車体を極めて不安定にする諸刃の剣である。
3号車：エンジンを廃した電気自動車タイプ。浦島の予想以上の完成度を示したことから、浦島グループの新型電気自動車として大々的に発売されることになった。
ヒエロ(HIERO)
新しいレースにメビウスを出場させるにあたり、ヘッドライトをリトラクタブルタイプから固定式に変更し、フロント周りのデザインを小変更したバージョン。原型車であるメビウスの名前は浦島が付けたものであり、デザイナーである舜が命名してこそ真の完成をみるということで、改めて名付けられた。語源は古代のエジプトで用いられていたヒエログリフに由来し、車体のデザインがピラミッドのように見えることがある、と舜が感じたことが着想の原点である。これに従って新しいシンボルマークとネームロゴがデザインされた他、舜をテストドライバーとしてニュルブルクリンクでのテストが行われた。また、この名前を使った電気自動車が、舜と浦島の共同経営する新会社から発売されることが決まった。
なお架空の車であるが、作者梅澤春人主導により実車が制作され、東京モーターショー2015でも展示されたことがある。
日産・GT-R
メビウスのテスト競争相手として浦島が派遣した車。首都高で300km/hオーバーのバトルを繰り広げるが、実はドライバーは浦島本人で、メビウスの性能を客観的に分析するために自ら相手を務めていたことがバトル後に判明した。
フェラーリ・430スクーデリア
シンちゃんが2台目のF40を中国人実業家に売却した金で購入した車。シンちゃん曰く、新たなF40を手に入れるまでのつなぎとして購入したとのこと。つなぎであっても拘りと憧れに妥協しない選択がシンちゃんの想いの強さを伺わせる。最新の電子装備が満載された現代版スーパーカーと呼べる車。
キャラウェイ・C4コルベット"スレッジハンマー"
樹利が2台目の愛車として購入した。1988年、C4コルベットをアメリカのチューニングメーカーであるキャラウェイが改造して制作したモンスターマシン。V8・5.7リッターエンジンをツインターボで過給することで900馬力を叩き出し、80年代の車両でありながら最高速度は410km/hにも達する。
スズキ・GSX1300Rハヤブサ（白バイ仕様）
白バイ隊員の破鬼京花が駆る白バイ。アクアラインで最高速チャレンジをする違反車両に対抗すべく導入された模様。300km/hオーバーで走るスレッジハンマーに追いつき、運転していた舜を検挙した。
ブガッティ・ヴェイロン
破鬼京花の父が所有するスーパーカー。スレッジハンマーとのチキンレースに挑むため、京花が持ちだした。
シボレー・C3コルベット
アメリカで新生活を始めた樹利が、新しい愛車として購入した。
メルセデス・ベンツ・SLRマクラーレン
フランクフルト空港からニュルブルクリンクまでの移動手段として、浦島が用意した車。早乙女が運転し、アウトバーンでのフル加速を舜に体験させた。

## 書誌情報
ヤングジャンプ・コミックスから発売。
1. 2005年2月18日刊行、ISBN 4-08-876751-9
2. 2005年5月19日刊行、ISBN 4-08-876797-7
3. 2005年8月19日刊行、ISBN 4-08-876839-6
4. 2005年12月19日刊行、ISBN 4-08-876880-9
5. 2006年3月17日刊行、ISBN 4-08-877048-X
6. 2006年6月19日刊行、ISBN 4-08-877091-9
7. 2006年10月19日刊行、ISBN 4-08-877159-1
8. 2007年1月19日刊行、ISBN 978-4-08-877202-8
9. 2007年4月19日刊行、ISBN 978-4-08-877249-3
10. 2007年10月19日刊行、ISBN 978-4-08-877323-0
11. 2008年2月19日刊行、ISBN 978-4-08-877377-3
12. 2008年5月19日刊行、ISBN 978-4-08-877443-5
13. 2008年8月19日刊行、ISBN 978-4-08-877494-7
14. 2008年11月24日刊行、ISBN 978-4-08-877547-0
15. 2009年2月19日刊行、ISBN 978-4-08-877595-1
16. 2009年5月19日刊行、ISBN 978-4-08-877643-9
17. 2009年8月19日刊行、ISBN 978-4-08-877697-2
18. 2009年11月19日刊行、ISBN 978-4-08-877754-2
19. 2010年2月24日刊行、ISBN 978-4-08-877808-2
20. 2010年5月24日刊行、ISBN 978-4-08-877853-2
21. 2010年8月24日刊行、ISBN 978-4-08-879013-8
22. 2010年12月22日刊行、ISBN 978-4-08-879076-3
23. 2011年4月24日刊行、ISBN 978-4-08-879113-5
24. 2011年7月19日刊行、ISBN 978-4-08-879170-8
25. 2011年11月23日刊行、ISBN 978-4-08-879215-6
26. 2012年2月22日刊行、ISBN 978-4-08-879274-3
27. 2012年6月24日刊行、ISBN 978-4-08-879349-8
28. 2012年10月24日刊行、ISBN 978-4-08-879437-2